# Communes de la province de Coni
- Haut – A
- B
- C
- D
- E
- F
- G
- H
- I
- J
- K
- L
- M
- N
- O
- P
- Q
- R
- S
- T
- U
- V
- W
- X
- Y
- Z

## A
- Acceglio
- Aisone
- Alba
- Albaretto della Torre
- Alto
- Argentera
- Arguello

- Haut – A
- B
- C
- D
- E
- F
- G
- H
- I
- J
- K
- L
- M
- N
- O
- P
- Q
- R
- S
- T
- U
- V
- W
- X
- Y
- Z

## B
- Bagnasco
- Bagnolo Piemonte
- Baldissero d'Alba
- Barbaresco
- Barge
- Barolo
- Bastia Mondovì
- Battifollo
- Beinette
- Bellino
- Belvedere Langhe
- Bene Vagienna
- Benevello
- Bergolo
- Bernezzo
- Bonvicino
- Borgo San Dalmazzo
- Borgomale
- Bosia
- Bossolasco
- Boves
- Bra
- Briaglia
- Briga Alta
- Brondello
- Brossasco
- Busca

- Haut – A
- B
- C
- D
- E
- F
- G
- H
- I
- J
- K
- L
- M
- N
- O
- P
- Q
- R
- S
- T
- U
- V
- W
- X
- Y
- Z

## C
- Camerana
- Camo
- Canale
- Canosio
- Caprauna
- Caraglio
- Caramagna Piemonte
- Cardè
- Carrù
- Cartignano
- Casalgrasso
- Castagnito
- Châteaudauphin
- Castellar
- Castelletto Stura
- Castelletto Uzzone
- Castellinaldo
- Castellino Tanaro
- Castelmagno
- Castelnuovo di Ceva
- Castiglione Falletto
- Castiglione Tinella
- Castino
- Cavallerleone
- Cavallermaggiore
- Celle di Macra
- Centallo
- Ceresole Alba
- Cerreto Langhe
- Cervasca
- Cervere
- Ceva
- Cherasco
- Chiusa di Pesio
- Cigliè
- Cissone
- Clavesana
- Coni
- Corneliano d'Alba
- Cortemilia
- Cossano Belbo
- Costigliole Saluzzo
- Cravanzana
- Crissolo

- Haut – A
- B
- C
- D
- E
- F
- G
- H
- I
- J
- K
- L
- M
- N
- O
- P
- Q
- R
- S
- T
- U
- V
- W
- X
- Y
- Z

## D
- Demonte
- Diano d'Alba
- Dogliani
- Dronero

- Haut – A
- B
- C
- D
- E
- F
- G
- H
- I
- J
- K
- L
- M
- N
- O
- P
- Q
- R
- S
- T
- U
- V
- W
- X
- Y
- Z

## E
- Elva
- Entracque
- Envie

- Haut – A
- B
- C
- D
- E
- F
- G
- H
- I
- J
- K
- L
- M
- N
- O
- P
- Q
- R
- S
- T
- U
- V
- W
- X
- Y
- Z

## F
- Farigliano
- Faule
- Feisoglio
- Fossano
- Frabosa Soprana
- Frabosa Sottana
- Frassino

- Haut – A
- B
- C
- D
- E
- F
- G
- H
- I
- J
- K
- L
- M
- N
- O
- P
- Q
- R
- S
- T
- U
- V
- W
- X
- Y
- Z

## G
- Gaiola
- Gambasca
- Garessio
- Genola
- Gorzegno
- Gottasecca
- Govone
- Grinzane Cavour
- Guarene

- Haut – A
- B
- C
- D
- E
- F
- G
- H
- I
- J
- K
- L
- M
- N
- O
- P
- Q
- R
- S
- T
- U
- V
- W
- X
- Y
- Z

## I
- Igliano
- Isasca

- Haut – A
- B
- C
- D
- E
- F
- G
- H
- I
- J
- K
- L
- M
- N
- O
- P
- Q
- R
- S
- T
- U
- V
- W
- X
- Y
- Z

## L
- La Morra
- Lagnasco
- Lequio Berria
- Lequio Tanaro
- Lesegno
- Levice
- Limone Piemonte
- Lisio

- Haut – A
- B
- C
- D
- E
- F
- G
- H
- I
- J
- K
- L
- M
- N
- O
- P
- Q
- R
- S
- T
- U
- V
- W
- X
- Y
- Z

## M
- Macra
- Magliano Alfieri
- Magliano Alpi
- Mango
- Manta
- Marene
- Margarita
- Marmora
- Marsaglia
- Martiniana Po
- Melle
- Moiola
- Mombarcaro
- Mombasiglio
- Monastero di Vasco
- Monasterolo Casotto
- Monasterolo di Savigliano
- Monchiero
- Mondovi
- Monesiglio
- Monforte d'Alba
- Montaldo di Mondovì
- Montaldo Roero
- Montanera
- Montelupo Albese
- Montemale di Cuneo
- Monterosso Grana
- Monteu Roero
- Montezemolo
- Monticello d'Alba
- Montà
- Moretta
- Morozzo
- Murazzano
- Murello

- Haut – A
- B
- C
- D
- E
- F
- G
- H
- I
- J
- K
- L
- M
- N
- O
- P
- Q
- R
- S
- T
- U
- V
- W
- X
- Y
- Z

## N
- Narzole
- Neive
- Neviglie
- Niella Belbo
- Niella Tanaro
- Novello
- Nucetto

- Haut – A
- B
- C
- D
- E
- F
- G
- H
- I
- J
- K
- L
- M
- N
- O
- P
- Q
- R
- S
- T
- U
- V
- W
- X
- Y
- Z

## O
- Oncino
- Ormea
- Ostana

- Haut – A
- B
- C
- D
- E
- F
- G
- H
- I
- J
- K
- L
- M
- N
- O
- P
- Q
- R
- S
- T
- U
- V
- W
- X
- Y
- Z

## P
- Paesana
- Pagno
- Pamparato
- Paroldo
- Perletto
- Perlo
- Peveragno
- Pezzolo Valle Uzzone
- Pianfei
- Piasco
- Pietraporzio
- Piobesi d'Alba
- Piozzo
- Pocapaglia
- Polonghera
- Pontechianale
- Pradleves
- Prazzo
- Priero
- Priocca
- Priola
- Prunetto

- Haut – A
- B
- C
- D
- E
- F
- G
- H
- I
- J
- K
- L
- M
- N
- O
- P
- Q
- R
- S
- T
- U
- V
- W
- X
- Y
- Z

## R
- Racconigi
- Revello
- Rifreddo
- Rittana
- Roaschia
- Roascio
- Robilante
- Roburent
- Rocca Cigliè
- Rocca de' Baldi
- Roccabruna
- Roccaforte Mondovì
- Roccasparvera
- Roccavione
- Rocchetta Belbo
- Roddi
- Roddino
- Rodello
- Rossana
- Ruffia

- Haut – A
- B
- C
- D
- E
- F
- G
- H
- I
- J
- K
- L
- M
- N
- O
- P
- Q
- R
- S
- T
- U
- V
- W
- X
- Y
- Z

## S
- Sale delle Langhe
- Sale San Giovanni
- Saliceto
- Salmour
- Saluzzo
- Sambuco
- Sampeyre
- San Benedetto Belbo
- San Damiano Macra
- San Michele Mondovì
- Sanfront
- Sanfrè
- Sant'Albano Stura
- Santa Vittoria d'Alba
- Santo Stefano Belbo
- Santo Stefano Roero
- Savigliano
- Scagnello
- Scarnafigi
- Serralunga d'Alba
- Serravalle Langhe
- Sinio
- Somano
- Sommariva del Bosco
- Sommariva Perno
- Stroppo

- Haut – A
- B
- C
- D
- E
- F
- G
- H
- I
- J
- K
- L
- M
- N
- O
- P
- Q
- R
- S
- T
- U
- V
- W
- X
- Y
- Z

## T
- Tarantasca
- Torre Bormida
- Torre Mondovì
- Torre San Giorgio
- Torresina
- Treiso
- Trezzo Tinella
- Trinità

- Haut – A
- B
- C
- D
- E
- F
- G
- H
- I
- J
- K
- L
- M
- N
- O
- P
- Q
- R
- S
- T
- U
- V
- W
- X
- Y
- Z

## V
- Valdieri
- Valgrana
- Valloriate
- Valmala
- Venasca
- Verduno
- Vernante
- Verzuolo
- Vezza d'Alba
- Vicoforte
- Vignolo
- Villafalletto
- Villanova Mondovì
- Villanova Solaro
- Villar San Costanzo
- Vinadio
- Viola
- Vottignasco

- Haut – A
- B
- C
- D
- E
- F
- G
- H
- I
- J
- K
- L
- M
- N
- O
- P
- Q
- R
- S
- T
- U
- V
- W
- X
- Y
- Z